# Ворово
Воро́во — деревня в Шатурском муниципальном районе Московской области, в составе сельского поселения Дмитровское. Расположена в юго-восточной части Московской области на берегу реки Чёрной. Население — 40 чел. (2013). Деревня известна с 1637 года.

## Название
В письменных источниках вплоть до середины XIX века деревня упоминается как Варова
 (на карте из Российского атласа 1792 года — Уварова), впоследствии — Ворово или Ворова. В конце XIX — начале XX вв. также употреблялось наименование Старое Ворово или Старо-Ворово. Однако уже в материалах переписи 1926 года деревня снова названа Ворово.
Существует несколько версий происхождения названия деревни. Название может быть связано с некалендарным личным именем Вор. Первопоселенец или владелец деревни мог иметь фамилию Воров (Варов). По другой версии название может происходить от слова воровый — «проворный, быстрый, скорый, прыткий, бойкий, расторопный, ловкий, живой, поворотливый». Также существуют версии происхождения названия, которые можно отнести к народной этимологии:
1. Ворово — деревня «во рве», в овраге;
2. От прозвища литовцев — «воры». Предполагается, что деревней владели князья Патрикеевы, которые заселили её выходцами из Литвы[16].

## Физико-географическая характеристика

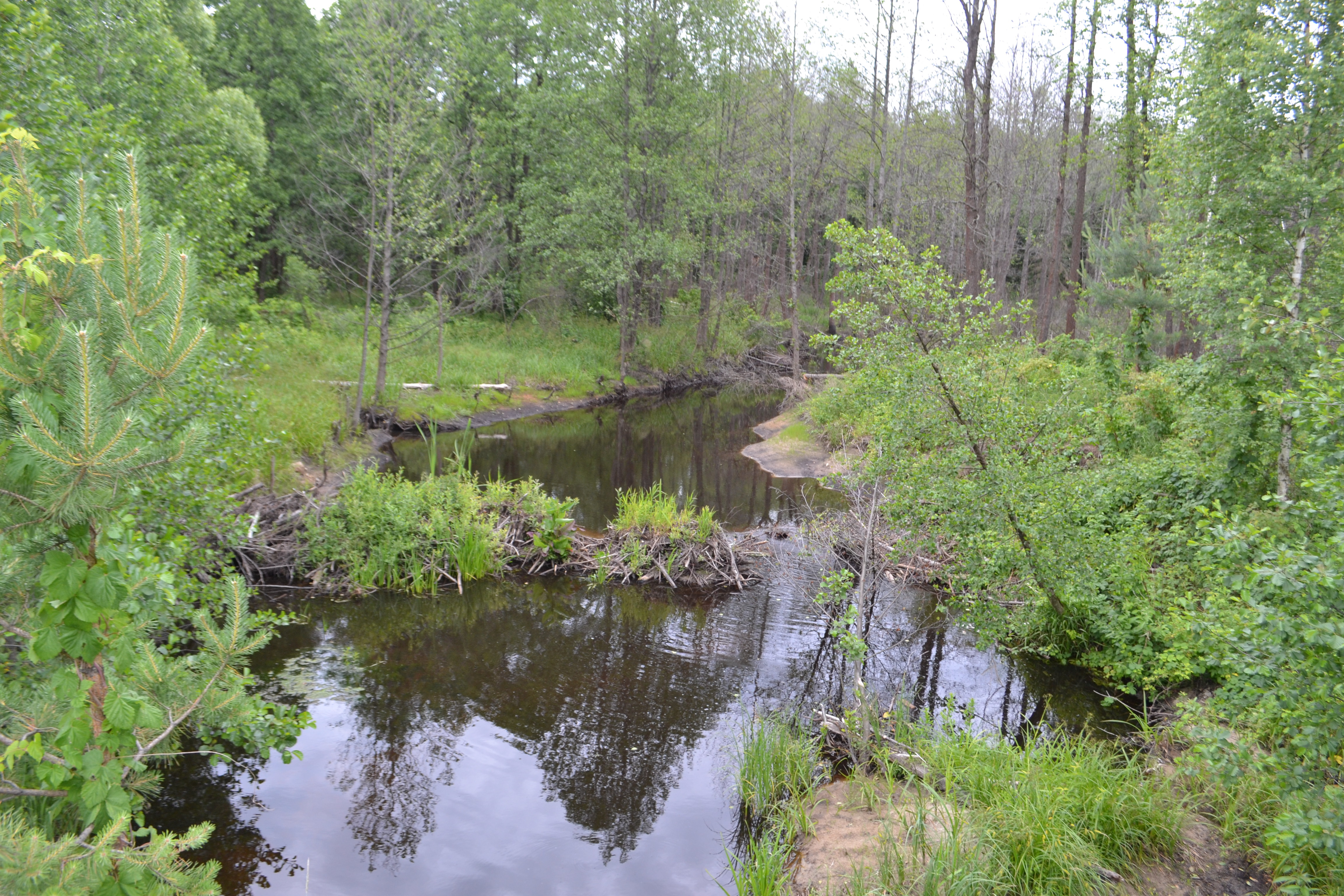
Река Чёрная вблизи деревни

Деревня расположена в пределах Мещёрской низменности, относящейся к Восточно-Европейской равнине, на высоте 127 м над уровнем моря. Рельеф местности равнинный. Со всех сторон деревня окружена лесами. К югу от деревни протекает река Чёрная. На юго-западной окраине деревни имеется большой пруд.
По автомобильной дороге расстояние до МКАД составляет около 134 км, до районного центра, города Шатуры, — 49 км, до ближайшего города Егорьевска — 42 км. Ближайший населённый пункт — деревня Спирино, расположенная в 2 км к югу от Ворово.
Деревня находится в зоне умеренно континентального климата с относительно холодной зимой и умеренно тёплым, а иногда и жарким, летом. В окрестностях деревни распространены песчаные дерново-подзолистые почвы.
В деревне, как и на всей территории Московской области, действует московское время.

## История
Существует предположение, что деревня возникла ещё в XV веке. Тогда обширные территории от села Остров до Колушки были вотчиной князей Патриеевых — Ивана Юрьевича и его сыновей Василия и Михаила, которые заселили свои земли, где впоследствии возникли деревни Ворово, Тупицино, Гора, выходцами из Литвы.

### С XVII века до 1861 года
В XVII веке деревня Ворово входила в волость Вышелесский Остров Владимирского уезда. Первым известным владельцем деревни был Иван Тимофеевич Черемисинов, представитель дворянского рода Черемисиновых. В писцовой книге Владимирского уезда 1637—1648 гг. Ворово описывается как деревня на суходоле с двумя дворами, при деревне имелись пахотные земли плохого качества и сенокосные угодья по реке Цне:

Деревня Варова на суходоле, а в ней крестьян двор Васка Парфентьев, у него сын Васка; двор бобыль Сергейко Ерофеев с братьями: Лазарком да с Тимошкою. Пашни паханые и с запольною пашнею худые земли тридцать чет в поле, а в дву по тому ж; сена по реке по Цне, в дубках, десять копен"
После смерти Ивана Тимофеевича его поместье унаследовал старший сын Иван, а внук Фёдор Иванович продал имение в 1720 году Ивану меньшому Ивановичу Скорнякову-Писареву.

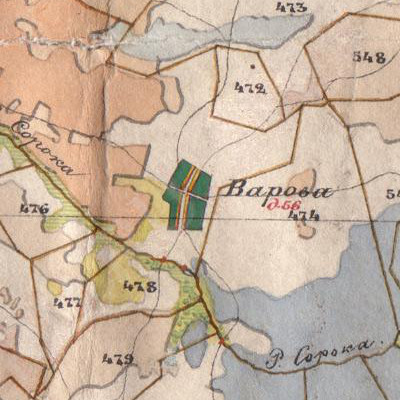
Деревня Ворово на карте 1850 года

В результате губернской реформы 1708 года деревня оказалась в составе Московской губернии. После образования в 1719 году провинций деревня вошла во Владимирскую провинцию, а с 1727 года — во вновь восстановленный Владимирский уезд.
В 1778 году образовано Рязанское наместничество (с 1796 года — губерния). Впоследствии вплоть до начала XX века Ворово входило в Егорьевский уезд Рязанской губернии.
Уже по данным IV ревизии 1782 года у деревни насчитывалось 7 владельцев. Крестьяне деревни принадлежали капитанше Катерине Дмитриевне Коломиной (132 души) и семейству Чикиных (97 душ). У Чикиных было шесть долей: коллежского асессора Афанасия Васильевича (7 дворовых и 17 крестьянских душ) и его детей — поручиков Ивана Афанасьевича (11 крестьян) и Михайлы Афанасьевича (10), каптенармуса Юрия Афанасьевича (17) и недорослей Владимира (18) и Захара (17) Чикиных. Всего в деревне насчитывалось 229 душ крестьян и дворовых людей, из которых 121 мужчина и 108 женщин.
В 1797 году деревня принадлежала Наталье Ивановне Булгаковой, семейству Чикиных и секретарю Осипу Фёдоровичу Кривскому.
По сведениям 1859 года Ворово — владельческая деревня 1-го стана Егорьевского уезда по левую сторону Касимовского тракта, при колодцах.
По данным X ревизии 1858 года, деревня принадлежала коллежской асессорше Фионе Васильевне Никольской, царевне Анастасии Григорьевне Грузинской (до замужества Оболонской), майорше Анне Ивановне Титенковой, штабс-капитану Николаю Александровичу Булгакову, подпоручику Александру Ивановичу Булгакову и штабс-капитанше Наталье Михайловне Бочкаревой.
На момент отмены крепостного права владельцами крестьян деревни были помещики Булгаковы, Титенкова, Сухомлина, Бочкарева и царевна Грузинская.

### 1861—1917

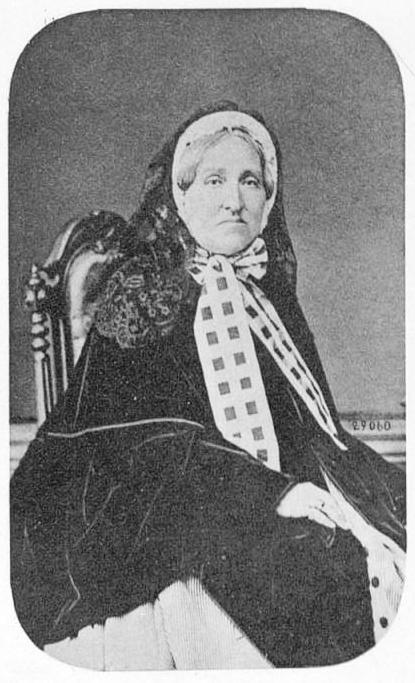
Анастасия Оболонская (1805—1885), жена князя Ильи Грузинского

После реформы 1861 года из крестьян деревни было образовано восемь сельских обществ, из которых пять вошли в состав Горской волости и три — в состав Парыкинской волости.
Согласно Памятной книжке Рязанской губернии на 1868 год Ворово — деревня при реке Чёрной, с водяной мельницей с двумя поставами и крупорушилкой.
В 1885 году был собран статистический материал об экономическом положении селений и общин Егорьевского уезда. Деревня входила в приход села Остров. В деревне имелась деревянная часовня, школа, кабак, две чайных лавки и водяная мукомольная мельница. Главным местным промыслом было ткание нанки, которым занимались исключительно женщины. Мужчины в большинстве занимались отхожими промыслами, в основном плотничеством.
Самой крупной в деревне была община крестьян, бывших Бочкаревой (242 человека). В общине было общинное землевладение, земля поделена по ревизским душам. Передела пашни со времени получения надела не было, ежегодно делили только покосы. Надельная земля находилась в чересполосице с землями других общин. Дальние полосы отстояли от деревни на 4 версты. Пашня была разделена на 24 участка. Почвы были песчаные, пашни частично низменные, частично высокие. Покосы находились по речке Чёрной. Кроме надельной земли, крестьяне общины владели 228 десятинами купчей земли (лес, покосы и пашня). Также у Хлудова арендовалось 66 десятин луга. Крестьяне топили дровами из своего купленного леса. Своего хлеба не хватало, поэтому его покупали в селе Дмитровский Погост и в городе Егорьевске. Большинство мужчин занимались плотничеством. Женщины ткали нанку. На заработки уходили 19 плотников преимущественно в Московскую губернию.
В общине крестьян, бывших крестьян Булгаковых было 220 человек. Землевладение было общинное, земля поделена по работникам. Переделы пашни случались редко, покосы делили ежегодно. Надельная земля находилась в чересполосице с землями общины Бочкаревой. Дальние полосы отстояли от деревни в 1 версте. Пашня была разделена на 15 участков. Почвы были песчаные, пашни в основном бугристые. Покосы находились по речке, частично по полям. 25 домохозяев арендовали 49 десятин луговой земли, также общество брало в аренду у Хлудова 50 десятин по пастбище. Крестьяне топили покупными дровами. Хлеб покупали в селе Дмитровский Погост и в городе Егорьевске. Большинство мужчин занимались плотничеством. Женщины ткали нанку и занимались размоткой пряжи. На заработки уходили 30 мужчин (27 плотников) преимущественно в Московскую губернию.
У крестьян, бывших царевны Грузинской (173 человека) так же было общинное землевладение, а земля поделена по работникам. Переделы пашни случались редко, покосы и лес делили ежегодно. Надельная земля находилась в чересполосице с землями других общин. Дальние полосы отстояли от деревни на 4 версты. Пашня была разделена на 30 участков. Почвы были песчаные, пашни частично низменные, частично высокие. Покосы находились по речке Чёрной, а частично по полям. В общине был дровяной лес. Община пользовалась 200 десятинами земли царевны Грузинской, а также арендовала ещё 71,5 десятину. Крестьяне топили своими дровами. Хлеб покупали в селе Дмитровский Погост и в городе Егорьевске. Среди мужчин, занимающихся местными промыслами, были плотники, пильщики, портные, синельщики и пр. Женщины в основном ткали нанку. На заработки уходили 16 мужчин, из них 14 плотников.
В общине крестьян, бывших Титенковой был 41 человек. Землевладение было общинное, земля поделена по работникам. Пашни и покосы делились одновременно, лес рубили по мере надобности. Надельная земля находилась в чересполосице с землями других общин. Дальние полосы отстояли от деревни на 4 версты. Пашня была разделена на 20 участков. Почвы были песчаные, пашни частично низменные, частично высокие. Покосы находились по речке, частично по полям. В общине был как дровяной, так и строевой лес. Общество брало в аренду у Хлудова 35 десятин под покосы и пастбище. Крестьяне топили своими дровами. Хлеб покупали в селе Дмитровский Погост и в городе Егорьевске. На заработки уходили 9 плотников преимущественно в Московскую губернию.
В общине крестьян, бывших Сухомлиной было 36 человек. Землевладение было общинное, земля поделена по ревизским душам. Переделы пашни и покосов не практиковались. Надельная земля находилась в чересполосице с землями других общин. Дальние полосы отстояли от деревни на 4 версты. Пашня была разделена на 20 участков. Почвы были песчаные, пашни частично низменные, частично бугристые. Покосы находились по речке Чёрной, частично по полям. В общине был дровяной лес. Общество брало в аренду у Хлудова 10 десятин под покосы и пастбище. Крестьяне топили своими и покупными дровами. Хлеб покупали в селе Дмитровский Погост и в городе Егорьевске. На 1885 год местными промыслами занимались 12 человек (6 плотников, 1 портной и 5 ткачих). На заработки уходили 2 плотника.
В трёх общинах Парыкинской волости был 51 человек. Две общины состояли из государственных крестьян, полных собственников земли и одна из государственных крестьян, бывших помещицы Постниковой. У полных собственников было участковое землевладение, у бывших помещичьих — общинное. Почвы были песчаные, пашни частично низменные, частично высокие. В общинах полных собственников был лес и кирпичная глина, лес использовался для отопления, а кирпичная глина для кладки печей. В общине Постниковой лес отсутствовал, для отопления использовались покупные дрова. Хлеб покупали в селе Дмитровский Погост и в городе Егорьевске. Из местных промыслов было развито плотничество и ткание нанки, в одной общине был также кузнец и казённый объездчик.
В 1884 году в деревне открылась Воровское земское училище. Одноэтажное деревянное здание было отстроено на средства сельского общества при помощи земства. В школе был введён трёхлетний курс обучения, дети разделённые на три отделения одновременно занимались в одной классной комнате с единственным учителем. В 1886 году в Воровском училище обучалось 59 учеников (50 мальчиков и 9 девочек) из 4 селений, при этом из самой деревни было 47 учеников. В школе обучались исключительно крестьянские дети. Обучение производилось с 16 сентября по 29 мая. Библиотека в школе отсутствовала. С момента основания школы законоучителем и учителем был Н. М. Мудров, а впоследствии, исходя из статей «Вестника Рязанского губернского земства» № 3/1913 учителем был М. Н. Муханов. Попечителем школы значился гласный земского собрания Егорьевского уезда крестьянин М. И. Семячкин. На 1885 год грамотность среди крестьян в общинах Горской волости составляла почти 13 % (91 человек из 712), также было 32 учащихся (22 мальчика и 10 девочек). В общинах Парыкинской волости было 17 % (9 человек из 51) грамотных крестьян, кроме того, 5 мальчиков посещали школу.
По данным 1905 года основным отхожим промыслом в деревне оставалось плотничество, а из местных промыслов было распространено ткание нанки. В деревне имелась земская школа, два постоялых двора, водяная мельница, казенная винная лавка, часовня и раздаточная контора. Ближайшее почтовое отделение находилось в Дмитровском Погосте, а земская лечебница в селе Колионово.

### 1917—1991

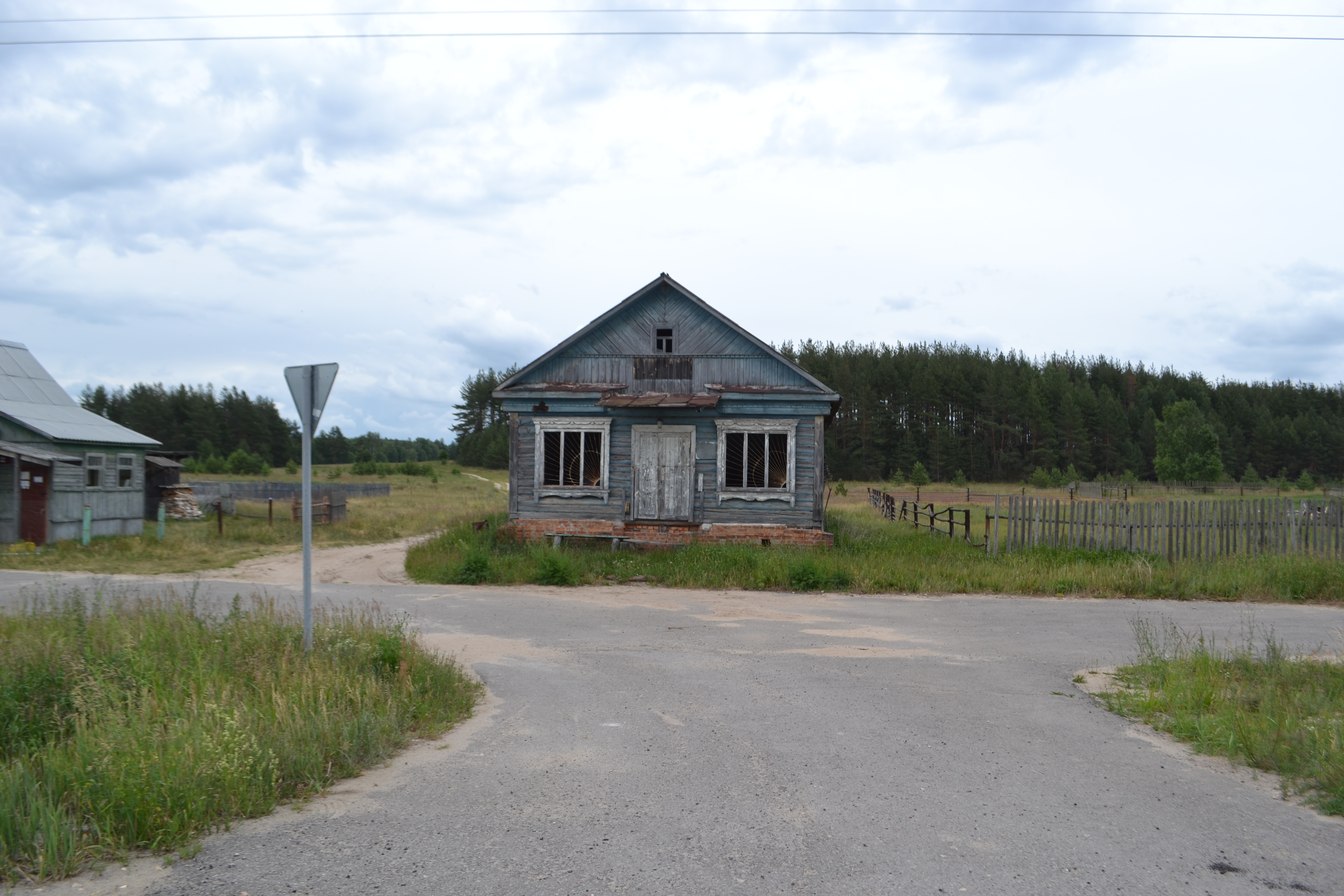
Бывший магазин в деревне

В начале XX века в Ворово насчитывалось 152 двора, в которых проживало 1008 человек. Застройка в деревне была очень плотная. В результате образовались несколько улиц: Бугор, Лентяевка, Жаровка, Серёдка и Коломенка.
После Октябрьской революции 1917 года был образован Воровский сельсовет. В 1923 году он входил в состав Дмитровской волости Егорьевского уезда Московской губернии. По данным на 1926 год в деревне имелась школа 1-й ступени, школа для малограмотных, ликпункт и мельница.
В ходе реформы административно-территориального деления СССР в 1929 году деревня вошла в состав Дмитровского района Орехово-Зуевского округа Московской области. В 1930 году округа были упразднены, а Дмитровский район переименован в Коробовский.
В начале 30-х годов в деревне был организован колхоз «Пятилетка — в 4 года». В конце 1930-х годов жертвой политических репрессий стал уроженец деревни Маркин Алексей Борисович.
Более 60 уроженцев деревни были награждены боевыми орденами и медалями Великой Отечественной войны. Среди них маршал военно-морской авиации, Герой Советского Союза Иван Иванович Борзов.
В 1948 году деревенская школа преобразована в восьмилетнюю, в 1953 году открыта библиотека. Впоследствии в Ворово были открыты клуб, медпункт и магазин. В 1953 году в деревне находилось правление колхоза имени Буденного.
В 1954 году Воровский сельсовет был упразднён, а деревня передана Шараповскому сельсовету.
3 июня 1959 года Коробовский район был упразднён, Шараповский сельсовет передан Шатурскому району.
С конца 1962 года по начало 1965 года Ворово входило в Егорьевский укрупнённый сельский район, созданный в ходе неудавшейся реформы административно-территориального деления, после чего деревня в составе Шараповского сельсовета вновь передана в Шатурский район.

### С 1991 года
В 1994 году в соответствии с новым положением о местном самоуправлении в Московской области Шараповский сельсовет был преобразован в Шараповский сельский округ. В 2004 году Шараповский сельский округ был упразднён, а его территория включена в Середниковский сельский округ. В 2005 году образовано Дмитровское сельское поселение, в которое вошла деревня Ворово.

## Население
| 1797 | 1858 | 1859 | 1868 | 1885 | 1905  | 1926 |
| ---- | ---- | ---- | ---- | ---- | ----- | ---- |
| 140  | ↗506 | ↘436 | ↗458 | ↗782 | ↗1008 | ↘672 |
| 1970 | 1993 | 2002 | 2006 | 2010 | 2011  | 2013 |
| ↘116 | ↘31  | ↘15  | ↗27  | ↗43  | ↘42   | ↘40  |

Первые сведения о жителях деревни встречаются в писцовой книге Владимирского уезда 1637—1648 гг., в которой учитывалось только податное мужское население (крестьяне и бобыли). В деревне Ворово было два двора: один крестьянский двор, в котором проживало 2 мужчины, и один бобыльский двор с 3 бобылями.
В переписях за 1797 (V ревизия), 1858 (X ревизия), 1859 и 1868 годы учитывались только крестьяне. Число дворов и жителей: в 1797 году — 140 чел.; в 1850 году — 56 дворов; в 1858 году — 231 муж., 232 жен. (в общинах Горской волости) и 19 муж., 24 жен. (в общинах Парыкинской волости); в 1859 году — 58 дворов, 215 муж., 221 жен.; в 1868 году — 78 дворов, 220 муж., 238 жен.
В 1885 году был сделан более широкий статистический обзор. В общинах Горской волости проживало 712 крестьян (125 дворов, 353 муж., 359 жен.), из 107 домохозяев трое не имели своего двора, а у 21 было две и более изб. В общинах Парыкинской волости проживал 51 крестьянин (9 дворов, 27 муж., 15 жен.), у каждого домохозяина было по одному двору. Кроме того, в деревне проживали 3 семьи крестьян и одна мещан, не приписанные к крестьянскому обществу (2 двора, 10 муж., 9 жен.) (числились в Горской волости).
В 1905 году в деревне проживало 930 человек (140 дворов, 430 муж., 500 жен.) (Горская волость) и 78 человек (12 дворов, 37 муж., 41 жен.) в (Парыкинская волость). В начале XX века наиболее распространёнными фамилиями в деревне были Сурововы, Перфиловы и Борзовы. В течение XX века численность жителей деревни постепенно уменьшалась: в 1926 году — 139 дворов, 672 чел. (271 муж., 401 жен.); в 1970 году — 49 дворов, 116 чел.; в 1993 году — 33 двора, 31 чел.; в 2002 году — 15 чел. (6 муж., 9 жен.).
По результатам переписи населения 2010 года в деревне проживало 43 человека (23 муж., 20 жен.), из которых трудоспособного возраста — 27 человек, старше трудоспособного — 11 человек, моложе трудоспособного — 5 человек. Жители деревни по национальности русские (по переписи 2002 года — 100 %).

## Социальная инфраструктура
Ближайший магазин в селе Шарапово.

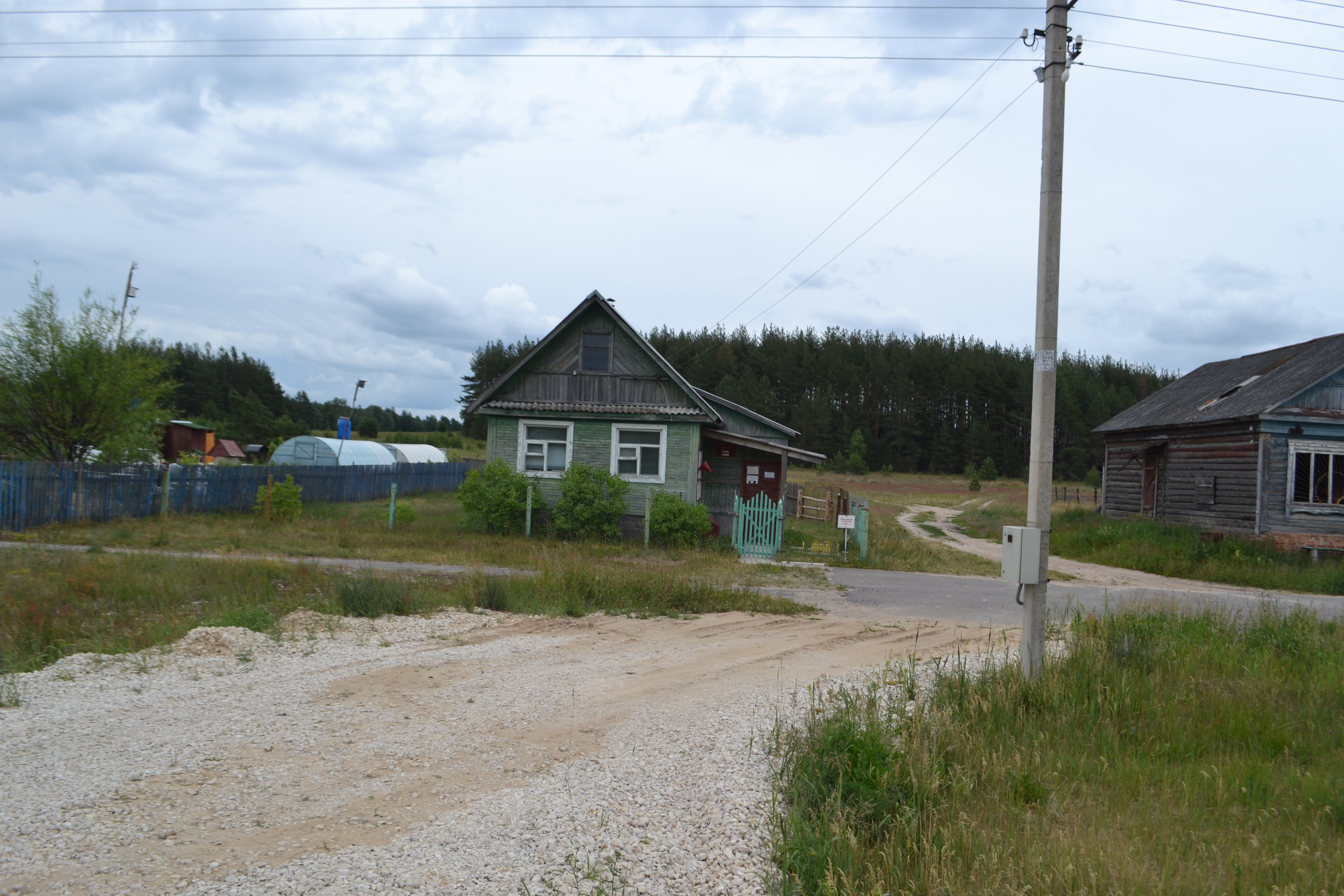
Фельдшерско-акушерский пункт

Медицинское обслуживание жителей деревни обеспечивают фельдшерско-акушерский пункт, Коробовская участковая больница и Шатурская центральная районная больница. Ближайшее отделение скорой медицинской помощи расположено в Дмитровском Погосте. Среднее образование жители деревни получают в Середниковской основной общеобразовательной школе.
Пожарную безопасность в деревне обеспечивают пожарные части № 275 (пожарный пост в селе Дмитровский Погост), № 295 (пожарный пост в посёлке санатория «Озеро Белое») и № 293 (пожарный пост в посёлке Радовицкий).
Деревня электрифицирована. В 2014—2015 гг. в соответствии с Программой «Развитие газификации в Московской области до 2017 года» в деревне будет завершено строительство уличных газораспределительных сетей. Центральное водоснабжение отсутствует, потребность в пресной воде обеспечивается общественными и частными колодцами.

## Транспорт и связь
Через деревню проходит асфальтированная автомобильная дорога общего пользования Пожинский-Саматиха-Шарапово, на которой имеется остановочный пункт маршрутных автобусов «Ворово». Деревня связана автобусным сообщением с районным центром — городом Шатурой (маршрут № 39). Прямого сообщения с Москвой нет, ближайший остановочный пункт до Москвы находится в селе Шарапово в 8 км к югу от деревни. Ближайшая железнодорожная станция Кривандино Казанского направления находится в 39 км по автомобильной дороге.
В деревне доступна сотовая связь (2G и 3G), обеспечиваемая операторами «Билайн», «МегаФон» и «МТС». В центре деревни установлен таксофон. Ближайшее отделение почтовой связи, обслуживающее жителей деревни, находится в селе Шарапово.
|                               |  |                     |  |          |
| Дорожный указатель на деревню |  | Остановка в деревне |  | Таксофон |

## Известные уроженцы
Борзов, Иван Иванович — первый маршал Военно-морской авиации, Герой Советского Союза.